# Sarah Levy-Tanai

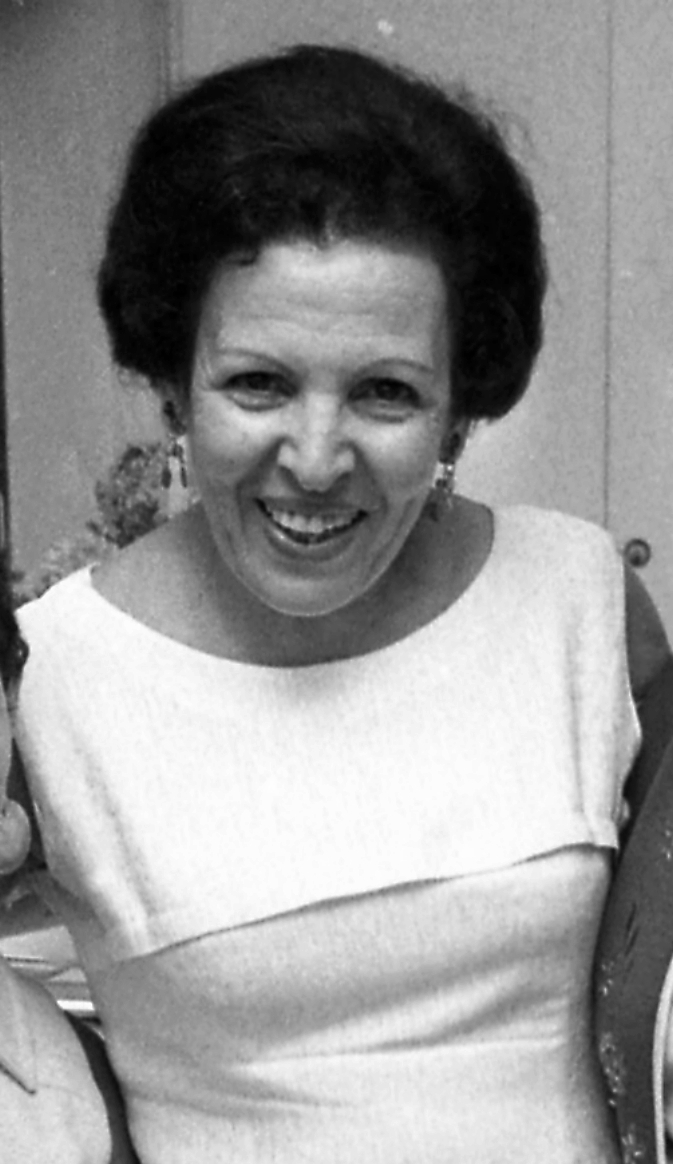
Sarah Levy-Tanai (1969)

Sarah Levy-Tanai (hebräisch שרה לוי-תנאי; * 1911 in Jerusalem; † 3. Oktober 2005 in Ramat Gan) war eine israelische Komponistin und Choreografin.

## Leben
Levy-Tanai wurde 1911 in Jerusalem als Tochter jemenitischer Eltern geboren. Sie wurde bekannt für ihre tänzerischen und musikalischen Interpretationen der jemenitischen und jüdischen Folklore sowie moderner israelischer Geschichten. Bekannt waren beispielsweise ihre Kompositionen The Story of Ruth und My Love’s Voice.
1950 gründete Sarah Levy-Tanai die Inbal Dance Troupe. 1973 wurde sie mit dem Israel-Preis für Kunst, Musik und Tanz ausgezeichnet. Sarah Levy-Tanai starb am 3. Oktober 2005 in Tel Aviv-Ramat Gan (Israel).